# 力士会
力士会（りきしかい）とは、十両以上の力士で構成する親睦団体である。選手会の一つ。力士生活の向上のため力士の立場から日本相撲協会へ提言することを目的としている。協会から力士会に対し助成金が支給されている（経費援助）ため、法令上労働組合にはあたらない（労働組合法第2条2号）。

## 概要
毎場所ごとに番付発表の翌日(2019年時点では場所初日の12日前とされる)に開催され、ここで新十両昇進力士の紹介や引退力士への記念品贈呈、関取衆の身体測定（身長・体重）などが行われる。また、引退相撲に関しては力士会は無償で出場することが慣例となっている。
力士会の会長は、慣例でその年初場所の番付最上位者か、先に昇進した横綱が務めることになっているが、2021年12月時点では会長不在となっている。
原則として、昇進が最初の横綱が力士会会長を務め、会長の横綱が現役引退した場合はその次に昇進した横綱が次の力士会会長となるが、白鵬は自身が引退以前に自身の次に横綱に昇進した日馬富士に会長を譲り、日馬富士が引退後はその次に昇進した鶴竜が会長を務めた。鶴竜が2021年3月場所で現役を引退して以降は新型コロナウイルス感染拡大の時期と重なり暫く力士会が開催されなかったため会長不在の状態が続いており、不在期間中の2021年9月場所後に白鵬も引退したため、白鵬引退後に一人横綱になった照ノ富士が次期会長に就任するものとみられていたが、最後まで会長に就任することはないまま2025年1月場所中に引退し、後を継ぐ形で横綱となった豊昇龍が有資格者となった。
横綱が不在の場合には番付最上位者の大関が会長を務める場合もあるが、その年の途中で横綱に昇進した力士がいた場合には、慣例として横綱に交代する。大関が就任した事例は過去に2例のみであり、歴代会長の中で最高位が大関なのは小錦八十吉のみである。
力士会主催のイベントとしては、ユニークな仮装行列でおなじみの「力士運動会」がある。これまでに過去9回開催されているが、平成時代以降は1991年6月と1999年2月に行われたのみである。そのため、現役力士の中には「力士運動会」を知らない関取も増えてきている。2015年4月には力士会会長（当時）の横綱・白鵬翔が、久々に力士運動会を復活させようとの声をあげている。

## 歴史
- 1932年1月に発生した春秋園事件を受けて残留力士により発足した。
- 2008年9月2日の力士会の際、抜き打ちの尿検査が実施され露鵬・白露山のロシア出身の兄弟力士に大麻吸引の陽性反応が出た。このことにより両力士は解雇され、北の湖理事長（当時、のちに再任）が引責辞任した。
- 2019年1月頃から2025年5月頃にかけて、書記担当の行司が積立金2187万円を横領し、さらに会の口座から332万円を詐取する問題が発生した。この行司は2025年6月に日本相撲協会から懲戒解雇を受けたが、力士会の金銭管理体制にも問題があったとして、会所属の力士の中から会計担当者を選ぶこと、毎年度会の総会で会計報告をさせること、不正な資金流出がないか監視するという再発防止策を講じることになった[5]。

## 歴代会長
四股名と番付は就任当時のもの
| 代数 | 四股名       | 番付 | 在位                   | 退任理由              | 備考                                        |
| ---- | ------------ | ---- | ---------------------- | --------------------- | ------------------------------------------- |
| 初代 | 玉錦三右エ門 | 大関 | 1932年1月～1938年12月  | 死去                  | 就任当時横綱空位 1932年10月場所後に横綱昇進 |
| 2代  | 双葉山定次   | 横綱 | 1938年12月～1945年11月 | 引退                  |                                             |
| 3代  | 羽黒山政司   | 横綱 | 1945年11月～1953年9月  | 引退                  |                                             |
| 4代  | 東富士欽壹   | 横綱 | 1953年9月～1954年9月   | 引退                  |                                             |
| 5代  | 千代の山雅信 | 横綱 | 1954年9月～1959年1月   | 引退                  |                                             |
| 6代  | 栃錦清隆     | 横綱 | 1959年1月～1960年5月   | 引退                  |                                             |
| 7代  | 若乃花幹士   | 横綱 | 1960年5月～1962年4月   | 引退                  |                                             |
| 8代  | 大鵬幸喜     | 横綱 | 1962年4月～1971年5月   | 引退                  |                                             |
| 9代  | 北の富士勝昭 | 横綱 | 1971年6月～1974年7月   | 引退                  |                                             |
| 10代 | 輪島大士     | 横綱 | 1974年7月～1981年3月   | 引退                  |                                             |
| 11代 | 北の湖敏満   | 横綱 | 1981年3月～1985年1月   | 引退                  |                                             |
| 12代 | 千代の富士貢 | 横綱 | 1985年1月～1991年5月   | 引退                  |                                             |
| 13代 | 北勝海信芳   | 横綱 | 1991年5月～1992年5月   | 引退                  |                                             |
| 14代 | 小錦八十吉   | 大関 | 1992年5月～1993年1月   | 新横綱誕生            | 横綱空位期間                                |
| 15代 | 曙太郎       | 横綱 | 1993年1月～2001年1月   | 引退                  |                                             |
| 16代 | 貴乃花光司   | 横綱 | 2001年1月～2003年1月   | 引退                  |                                             |
| 17代 | 武蔵丸光洋   | 横綱 | 2003年1月～2003年11月  | 引退                  |                                             |
| 18代 | 朝青龍明徳   | 横綱 | 2003年11月～2010年1月  | 引退                  |                                             |
| 19代 | 白鵬翔       | 横綱 | 2010年1月～2016年4月   | 2016年5月場所前に退任 |                                             |
| 20代 | 日馬富士公平 | 横綱 | 2016年4月～2017年11月  | 引退                  |                                             |
| 21代 | 鶴竜力三郎   | 横綱 | 2017年12月～2021年3月  | 引退                  |                                             |
|      | （不在）     | ---  | 2021年3月～            |                       |                                             |

## その他
- 2005年には、初の試みとして熱海へ関取衆で旅行を行った。その他でも、関取衆を集めて釣りなどの行事を行っている。
- 協会内には、力士会と同様の親睦団体として、行司会、呼出会、若者頭会、世話人会、床山会、さくらの会（協会職員による団体）があり、それぞれ各職能の立場から協会に対して提言を行っている。